# Отряды местной обороны
Отряды местной обороны, с 14 мая по 22 июля 1940 года Местные добровольческие силы обороны (англ. Local Defence Volunteers / LDV), также известные как Хоум гард (англ. Home Guard, букв. «домашняя охрана», «домовая стража») — народное ополчение Великобритании, поддерживавшее британскую армию во время Второй мировой войны.

## История
С 1940 года до 1944 года на действительной службе в этой организации состояло около 1 500 000 добровольцев-граждан метрополии, которые не были пригодными к военной службе, к примеру, слишком молодые или слишком старые для службы в регулярной армии (регулярная военная служба распространялась на лица в возрасте от 18 лет до 41 года); также в ней служили лица, имевшие бронь от мобилизации.
Не считая тех, кто состоял в то время на службе в вооружённых силах, гражданской полиции или гражданской обороне, примерно одна пятая часть населения метрополии Британской империи состояла на службе в этой организации. Их ролью была оборона метрополии, будучи дополнением к вооружённым силам, в случае вторжения сил нацистской Германии и её союзников на Британские острова.

## В культуре
- Папашина армия — популярный телесериал-ситком BBC, посвящённый Отрядам местной обороны.